# Hilara minamurra
Hilara minamurra är en tvåvingeart som beskrevs av Smith 1960. Hilara minamurra ingår i släktet Hilara och familjen dansflugor. Inga underarter finns listade i Catalogue of Life.